# Verdandiviridae
Verdandiviridae ist eine vom International Committee on Taxonomy of Viruses (ICTV) im März 2023 offiziell bestätigte Familie von Archaeenviren innerhalb der Klasse Caudoviricetes. Sie ist innerhalb dieser Klasse bisher ohne nähere Zuordnung (Stand 27. Februar 2024).

## Beschreibung
Die Genome von fünf der Erstbeschreibung zugrundeliegenden Viren wurden als zirkulär geschlossene Contigs rekonstruiert. Sie zeigten in der Metagenomanalyse eine entfernte Verwandtschaft mit bekannten Viren der Klasse Caudoviricetes (Bakterien- und Archaeenviren) mit Kopf-Schwanzaufbau, ihr Hauptkapsidprotein (MCP) ist HK97-ähnlich. Auch die große Untereinheit ihrer Terminase (englisch genome packaging ATPase-nuclease), das Portalprotein, sowie mehrere andere Strukturproteine, einschließlich der Schwanzkomponenten, belegen eine Mitgliedschaft in dieser Virenklasse.
In der Clusteranalyse bildeten diese Viren zwei Cluster, die mit verschiedenen Gruppen der Asgard-Archaeen assoziiert sind:
- Cluster 1: assoziiert mit den Thorarchaeia, vom ICTV offiziell anerkannt als neue Gattung Tonitrusvirus
- Cluster 2: assoziiert mit den Lokiarchaeia, vom ICTV offiziell anerkannt als neue Gattung Dolusvirus

Diese Einordnung in zwei verschiedene Gattungen wird unterstützt durch den Befund, dass die Viren in den beiden Clustern nur bei den Genen für die Kapsidbildung und die Genomverpackung eine nennenswerte Sequenzähnlichkeit zeigten, während die Schwanzproteine erheblich stärker voneinander abweichen.
Die Zugehörigkeit zu den Caudoviricetes mit ihrem Kopf-Schwanz-Aufbau und die mutmaßlichen Wirte unter den Asgard-Archaeen klassifizieren die Verdandiviridae nicht-taxonomisch einerseits als arTVs (archaeal tailed viruses), andererseits als Asgardviren.
Das Hauptkapsidprotein (MCP) von VerdaV1 zeigt vergleichsweise große Ähnlichkeit mit den Siphoviren Escherichia-Phage HK97 und „Pseudoalteromonas-Phage TW1“, was vermuten lässt, dass die Verdandiviridae ebenfalls vom Morphotyp der Siphoviren sind.

## Systematik
Die Systematik der Verdandiviridae gemäß International Committee on Taxonomy of Viruses (ICTV) – mit Ergänzungen nach der Taxonomie des National Center for Biotechnology Information (NCBI) – ist wie folgt (Stand Mai/Juni 2024):

Familie Verdandiviridae
- Gattung Dolusvirus (Cluster 2), mutmaßliche Wirte: Lokiarchaeia
  - Spezies Dolusvirus pacificense, mit
Lokiarchaeia-Virus VerdaV4 (20.488 bp)[A. 1]
  - Spezies Dolusvirus shimokitaense, mit
Lokiarchaeia-Virus VerdaV1 (19.940 bp)[A. 1]
  - Spezies „Lokiarchaeia virus VerdaV5“ (19.879 bp)[2]
  - Spezies „Lokiarchaeia virus VerdaV6“ (19.291 bp)[2]
  - Spezies „Asgard archaea virus VerdaV9“ [„Lokiarchaeia virus VerdaV9“] (14.872 bp)[2]

- Gattung Tonitrusvirus (Cluster 1), mutmaßliche Wirte: Thorarchaeia
  - Spezies Tonitrusvirus shimokitaense, mit
    - Thorarchaeia virus VerdaV2 (19.541 bp)[A. 1]

  - Spezies „Asgard archaea virus VerdaV3“ [„Thorarchaeia virus VerdaV3“] (15.389 bp)[2][A. 1]
  - Spezies „Asgard archaea virus VerdaV8“ [„Thorarchaeia virus VerdaV8“] (10.385 bp)[2]

- ohne Gattungszuweisung
  - Spezies „Asgard archaea virus VerdaV7“ (13.981 bp)[2]

## Etymologie
- Der Name der Familie Verdandiviridae leitet sich ab von Verdandi, einer von drei Nornen, den mächtigen Wesen in der nordischen Mythologie, die das Leben der Götter und Sterblichen regeln; die Endung ‚-viridae‘ steht für Virusfamilien.[1][2]

- Der Gattungsname Dolusvirus leitet sich ab von lateinisch dolus ‚Trick‘ und bezieht sich auf den Namensgeber Loki (einer trickreichen Figur auch aus der nordischen Mythologie), dem Namensgeber der mutmaßlichen Wirte dieser Viren, den Lokiarchaeia.[2]
- Der Gattungsname Tonitrusvirus leitet sich ab von lateinisch tonitrus ‚Donner‘ und bezieht sich auf den Gott des Donners der nordischen Mythologie, Thor (nordgermanisch) alias Donar (westgermanisch); Thor ist der Namensgeber der Thorarchaeia, zu denen der mutmaßlichen Wirt des Tonitrusvirus-Mitglieds VerdaV2 gehört.[2]

- Das Art-Epitheton shimokitaense bezieht sich auf den Fundort dieser Viren vor der japanischen Halbinsel Shimokita (japanisch 下北半島) und bedeutet ‚von Shimokita‘ oder ‚zu Shimokita gehörig‘.[7]